# Europarlamentari pentru Irlanda 1977-1979
Aceasta este o listă cu 10 europarlamentari ai Irlandei, numiți ca delegați de către Oireachtas, ca urmare a alegerilor generale din Irlanda din iunie 1977.
Au fost delegați din decembrie 1977 până la primele alegeri directe din 1979.
- Seán Brosnan
- Ruairi Brugha
- Michael Herbert
- Liam Kavanagh
- Gerry L'Estrange
- Charles McDonald (senator)
- Tom Nolan
- Paddy Power
- Richie Ryan
- Michael Yeats (senator)